# Шведская Ливония
Шведская Ливония (швед. Svenska Livland) — владение Швеции эпохи великодержавия, существовавшее с 1629 по 1721 годы, часть исторической области Ливония, в своем частном уточнении, носящем также наименование Лифляндия.
Во время польско-шведской войны 1600—1629 годов часть принадлежавшего Речи Посполитой Задвинского герцогства была оккупирована шведами, и при подписании Альтмаркского перемирия эти земли официально отошли Швеции; окончательно это закрепил Оливский мир 1660 года. В результате Швеция получила Ригу, которая стала вторым по величине городом Швеции того времени.
В 1721 году согласно Ништадтскому мирному договору, завершившему Северную войну, территория Ливонии отошла Российской империи; на этой территории была образована Лифляндская губерния.

## Список шведских генерал-губернаторов Ливонии
- 1622—1628 Якоб Понтуссон Делагарди
- 1628—1629 Густав Хорн (и. о.)
- 1629—1633 Иоганн Бенгстон Шродерус, известный также как Юхан Шютте.
- 1633—1634 Нильс Ассерсон Маннерскёльд (и. о.)
- 1634—1643 Бенгт Бенгтссон Оксеншерна
- 1643—1644 Германн Ханссон Врангель
- 1644—1644 Эрик Эриксон Рининг
- 1645—1647 Габриэль Бенгстон Оксеншерна
- 1647—1649
- 1649—1652 Магнус Габриэль Якобсен де ла Гарди
- 1652—1653 Густав Карлсон Хорн аф Бьёрнебург
- 1653—1655
- 1655—1658 Магнус Габриэль Якобсен де ла Гарди
- 1658—1661 Роберт Патриксон Дуглас
- 1661—1662 Аксель Густафсон Лиллье
- 1662—1666 Бенгт Габриэльсон Оксеншерна
- 1666—1671 Клаес Акессон Тотта
- 1671—1674 Фабиан фон Ферсен фон Кронендаль (и. о.)
- 1674—1686 Кристер Клаессон Хорн аф Амини
- 1686—1695 Якоб Иоган Эвольдсон Хастфер
- 1696—1702 Эрик Йонссон Дальберг
- 1702—1706 Карл Густаф Ханссон Фрёлих
- 1706—1709 Адам Людвиг Левенгаупт
- 1709—1709 Генрик Отто Альбедиль (и. о.)
- 1709—1710 Нильс Йонссон Стромберг Класторп

## Города
- Рига
- Дерпт
- Венден
- Пернау
- Кокенхузен
- Аренсбург
- Валк
- Вольмар
- Лемзаль
- Феллин
- Рооп